# سطح بارش
سطح بارش به مساحتی گفته می‌شود که در هنگام اندازه‌گیری باران در یک نقطه می‌توان برای اطراف آن نقطه تعمیم داد. در واقع هر بارش در هنگام وقوع مساحتی را در بر می‌گیرد که به آن سطح بارش گویند.

## ثبات سطح بارش
سطح بارش ثابت نیست و در طول مدت بارش مرتب در حال تغییر است.

## اندازه گیری سطح بارش
برای اندازه گیری سطح بارش می‌بایست تعداد زیادی باران سنج در نقاط مختلف وجود داشته باشد تا بتوان در هنگام وقوع یک باران، گسترش آن را تخمین زد.

## وسعت بارش
به طور کلی وسعت بارش مساحتی است که در یک زمان معین تحت ریزش قرار می‌گیرد.